# 士族 (中国)
士族，是中国歷史上東漢至唐代，世代為官的士大夫階層，是一种贵族化的官僚家族。宋代及以後，「士族」一詞含義有所改變，士人取得官位後就是士族、士大夫，已沒有世襲的意味。

## 名稱
士族名称甚多，据考证还有世族、世门、高门、门户、门阀、门地、门第、门胄、门望、华侪、华腴、膏腴、膏粱、甲族、贵游、贵势、贵族、望族、势族、势家、世家、世胄、金张世族、大姓、甲姓、著姓、右姓、阀阅、名族、高族、高门大族、士流、鼎族、盛族、冠族、华族、右族、权族等。

## 權力基礎
士族往往擁有大量土地，其宗族位於廣大農村，在地方上擁有勢力，進而參與國家政事，分享中央權力。地方有事時，士族借助其在中央的權力，維護自身的宗族勢力。中央有變時，士族在地方的宗族與地主身份仍延續不絕。南北朝時的世家大族，还往往供養大量奴隸、部曲和蔭附民。

## 演變

### 漢代
士族階級的形成，最早可追溯至漢代。西汉一度十分的平民化，出现布衣将相之局，但此后新一轮世家的因素逐渐缓慢积累，出现了官场上有官僚世家，地方里有豪强世家，士林中有文化世家的三元格局。
官僚世家：秦汉实行选贤任能，但也保障官僚特权，二千石一级的官员可以任子一人为郎官。尽管有些家族做官仅延续两三代就衰落了，但是总有一些家族延续的更长，因为世代为官，逐渐建立了族望，形成官族，进而“家世二千石”。
豪强世家：在乡里，拥有大量田地、大量宗族和大量依附民的豪强世家。于东汉不断发展，其子弟往往在本地做官。
文化世家：东汉以来，经学主要通过家族来传承，不断涌现经学世家，如弘农杨氏世传欧阳《尚书》，号称“四世三公”，汝南袁氏世传孟氏《易经》，四代人有五人位居三公之位，号称“四世五公”。东汉末年，因为学风的转变，士人不再埋头读书，而是投身于交游和聚会，讨论文化和政治，因此又出现了名士和世代名士的家族，如颍川荀氏和颍川陈氏等。
乡里豪族因为有经济实力，可以让子弟去读书，学习经学后有了文化进入士林，可以通过明经做官的道路进入官场，政治权势的获得，又反过来加强他们在乡里的权势。东汉的官场官族、乡里豪族、士林学门不断的互相转化，逐渐融合，最终发展成中古时期的士族门阀，把经济、政治、文化融为一体。

### 三國
董卓亂後，地方割據。雖然曹操因自己父親曹嵩是宦官養子，出身宦官家族的他，出于唯才是举的政略需要，曾试图削弱门第的影响力，不以人才的出身决定其职务。但其子曹丕篡漢后，接受了九品官人法（又稱九品中正制）的提议，反而极大強化了士族对于官职的垄断。而孫吳之所以能與曹魏长期抗衡，与孫氏獲得江东地區士族的合作不無關係。相反的，蜀汉則是以諸葛亮為首的荊州集團長期佔據統治地位，亦能得到部分巴蜀地区士族的支持。
漢末以來的社會動盪，使人才流徙，無法進行察舉，故曹丕採用陳群等的建議，創制九品官人法，以選拔官吏，擴大政權基礎。其辦法是，在朝廷選擇賢能與有識鑒的官員，擔任其本州、郡的中正官，由中正官負責查訪散居各地的同籍貫的人事。
中正官主要依據人的德行與才能評定優劣，定為九品，據以作任官的標準。九品中正制初行時，尚能秉持當年曹操用人「唯才是舉」的原則，不分門第高卑。但因中正官多由高門子弟擔任，他們在評選時不免偏私，往往只看族譜家世。制度實行久了，中正官被門閥把持，只推選門閥子弟，加速士族階級發展，造成「上品無寒門，下品無世族」的現象，遂形成不成文的姓氏出身等級制度，鞏固了門閥對官職的壟斷。

### 兩晉南北朝
西晉沿用九品中正制，加速士族階級發展，門閥在政治上居於絕對主導地位。司馬懿家族出身士族河內司馬氏，故重視士族利益，門第愈高，官職愈高。永嘉之亂後，東晉立足金陵，亟需南遷士族及當地門閥的支持，而五胡亂華後統一北方的北魏政權也希望取得鮮卑貴族和漢人士族的擁戴，門閥政治因此進入鼎盛期。

#### 南方
- 僑姓：因永嘉之亂從北方南遷江東（又稱江左）的士族，仍以中原名族自相標榜，稱為僑姓，其中以琅琊王氏、陳郡謝氏、陈郡袁氏、蘭陵蕭氏為大姓。他們原先在北方並非顯赫大族，南遷後靠著在東晉朝廷上的政治力量以及中原陷入五胡亂華的影響，聲望一度超越留在北方的大族。東晋亡后，僑姓有的北归，有的留在南方。南梁時，侯景曾請婚於琅琊王氏、陳郡謝氏兩家遭辱而生怨隙，當侯景南下攻陷金陵之後，旋即大肆殺掠門閥士族。僑姓除蘭陵蕭氏，在侯景之亂後已不再興盛。

- 吳姓：江東地區自东汉以來的當地名族，稱為吳姓，以吳郡吴县（今江苏省苏州市）的吴郡朱氏、吴郡张氏、吴郡顾氏、吴郡陆氏為大姓，號稱「吳四姓」。本來江左最具權威的是義興周氏及吳興沈氏，號稱江東二豪，甚至有「江東之豪，莫強周、沈」的說法。但後來周氏、沈氏與東晉官方關係交惡，涉入了政治風波，逐漸被吴四姓超過。

南方的僑姓和吳姓又統稱「江左士族」。大體來說，吳姓被僑姓壓抑，略次一等，且兩者之間的芥蒂甚深。東晉之初，中原沉淪，吳郡便以上國自居，妄自尊大，常稱南下的北人為「荒傖」、「傖父」等，为天下笑。而同為僑姓又有渡江早晚之分，劉宋以後，渡江較早的北人反而也以「荒傖」來稱呼晚來的北人。与侨姓相比，江東本土的吳姓并没有完全驯染于清谈中，而在很大程度上保留了两汉经学的学风。南梁末年，西魏攻克江陵，大批士族之民被擄往關中，江左士族名存實亡。

#### 北方
- 郡姓：永嘉之亂後仍留在北方、未隨晉室南遷的士族，後來隨著北魏分裂為東魏和西魏，郡姓也被切割成兩支。一支為經東魏到北齊，仍然保持漢代講經學、重儒術傳統的「山東士族」，以太原王氏、清河崔氏、博陵崔氏、范阳卢氏、陇西李氏、赵郡李氏、荥阳郑氏為大姓。在唐代，此七族合称七姓十家，社會地位顯赫。另一支則是經西魏到北周，在宇文泰的關中本位政策下形成的「關中士族」，以京兆韦氏、河东裴氏、河东柳氏、河东薛氏、弘农杨氏、京兆杜氏為大姓。關中郡姓與「八柱國」的合作，可說是西魏、北周、隋、唐建立的基礎，即陳寅恪所提出的「關隴集團」。

- 虏姓：北魏孝文帝推行孝文漢化政策，命鮮卑人著漢服、說漢語、改漢姓，如皇族拓跋氏改元姓、步六孤氏改陸姓、賀賴氏改賀姓、獨孤氏改劉姓。又以京都洛阳所在的河南郡为郡望，形成以鮮卑皇族與貴族為首的河南元氏、河南长孙氏、河南宇文氏、河南于氏、河南陆氏、河南源氏、河南窦氏等。由鮮卑人的顯貴，搖身一變為漢姓的士族，被稱為「虏姓」，又稱「代北士族」。然而，孝文漢化近四十年後的河陰之變中，漢化極深的鮮卑皇族及虜姓士族遭到爾朱榮屠戮，人數大為減少，逐漸融入漢人士族之中。

以上僑姓、吳姓、郡姓、虜姓又合稱「四姓」，南北朝時期「舉秀才，州主簿，郡功曹，非四姓不在選」。《新唐書‧柳沖傳》：「山東之人質，故尚婚婭；江左之人文，故尚人物；關中之人雄，故尚冠冕；代北之人武，故尚貴戚。」山東士族重視姻親關係，江左士族重視個人風格，關中士族重視功成名就，代北士族重視帝王亲族。

### 隋唐
隋唐時期的士族以關中士族和山東士族兩大集團為主，其特徵是注重郡望，世官世祿世婚。自魏晉以來的中國政權，幾乎都為士族所操控。隋唐政權有賴關中士族支持擁戴，而山東士族仍保有數百年的重閥閱、講經學之傳統，所以依舊享有優越的政治及社會地位。
隋唐以來都有君主致力於削弱門閥，但由於他們對朝代的建立有功，且社會聲望甚高，故君主通常以溫和的政策來削弱士族。例如隋文帝任內廢除九品官人法，改行科舉取士，目的即是擇取人才，削弱門閥任官系統。可惜隋朝國祚甚短，到唐初，科舉並不發達。唐太宗指示以當時大臣品位高低訂定等級，重新判定《氏族志》。結果改定唐朝皇族李氏為第一等，其次是皇后外戚長孫氏，山東士族博陵崔氏被降為第三等。
武后為抗衡以關中士族為核心的唐宗室及官僚，在科舉制度中提昇進士科的地位，使科舉制度更加完備。明經科、進士科都是考試科別，明經科考主要考驗對儒家經典的記憶和理解；而進士科除了經學外，加考詩賦和時務策論，對文學創造力及治國政策見解有著更高的要求，極難考取，錄取率僅明經科的十分之一，而有「三十老明經，五十少進士」的說法。因此進士科愈來愈受重視，地位尊崇，時人稱進士及第者「白衣公卿」。這意味着傳統上主攻明經科的士族在歷代所享有的優勢，也就是對於經學的優渥學識，随着進士科地位的提升受到挑戰。所以唐代出現了牛李黨爭，即明經科的李德裕黨與進士科的牛僧孺黨之間的政爭。
北方在經過了數百年的門第觀念影響下，民間相當盛行「門當戶對」這種不同門第、不相通婚的風氣，有些世家大族甚至連皇室也看不上眼。唐文宗为庄恪太子李永选妃时，朝臣的女儿们都進入了挑选名单中，朝廷内外為之不安。唐文宗得知后对宰相郑覃说：“朕本想为太子求娶你们荥阳郑氏的衣冠女子为媳婦，聽聞朝中大臣们都不愿與朕結親，為甚麼？我家也是数百年的衣冠世族，怎麼把神堯皇帝的家族當作不娶妻的羅漢！”唐文宗于是放弃了為太子选妃的计划。不久郑覃把孙女嫁给了仅为九品卫佐的崔皋，唐文宗無奈地说：“民间缔结婚姻，不计较官品却崇尚閥閱。我家族當了兩百年的天子，竟还比不上崔氏和卢氏吗？”陈寅恪认为李唐数百年的天子门户还比不上山东旧族九品卫佐的崔皋，可以想见山东世族心目中两者社会价值的差距，李唐皇室出自关陇胡汉集团，与山东士族以礼法为门风的家法大有不同，李唐汉化程度较深后，与旧有的士族相比自觉相形见绌，越发仰慕，贵为天子也不能胜过山东世族九品卫佐的崔皋，说明山东旧族的自我高标准并非没有原因。

## 消亡
從晚唐到北宋，名族貴冑為官者，由七成多降至一成多；寒族為官，則由約一成增至近六成。北宋士族盡是新興，唐代大族幾盡消亡。
在唐末的黃巢之亂中，由於黃巢本人出自社會底層，仇視士族，造成大量士族的傷亡。再者，唐哀帝末年朱溫投當朝公卿三十餘人于黃河中，當時武夫李振在朱溫側，說道：「此輩自稱清流，今投入黃河，永為濁流！」而朱溫竟笑着點頭，史稱白馬之禍。黃巢、朱溫、柳璨之流，不僅覬覦皇位，也滿腹牢騷，對既有的社會階級懷有強烈恨意，大肆殺害、醜化士族。唐朝覆滅後，五代十國仍為唐末政治格局及藩鎮割據的延續，各政權的統治者多不屑文人，重武輕文，資源集中於軍事，各官職多由武將擔任；從而導致武人干政嚴重，叛變和戰爭不斷，政權迅速更迭。這樣的環境使社會風氣劇變，文化與儒家思想的影響力大幅降低，人們不再尊敬唐代的那些門閥，也不再渴望與士族聯姻，對於所謂的世家大族普遍產生反感。士族富饒的家園與產業遭到破壞，引以為傲的貫冊族譜也流失，重要人物死亡，其餘族人逃亡各地。百年間士族便徹底衰亡，与庶民再无区别，其地位由鄉紳地主階級取代。
唐末五代的戰亂，亦可說是一場「階級戰爭」，徹底摧毀中國自東漢晚期以來長達約七百年、以門閥為主的政治、社會型態。幾代之後，那些散居各地的族人已各自化成不同家庭，忘記共有的傳承。
五代時，舊有統治階層毀滅，為一批新人所取代，傳統士族崩潰。宋代的望族，即使附會是某個唐代士族的後人，可信的世系都只由北宋時開始。北宋王清明《揮麈前錄》，記錄了當時最顯赫的36個望族，是全新的名士集團，和唐代的社會中堅沒有關係，已沒有一個望族可以追溯到唐及五代。

### 引用
1. ↑  陶晉生：《北宋士族》，頁26。
2. ↑  毛汉光 《中国中古社会史论》 141页
3. ↑  何啟民 《世族與門閥》
4. ↑  .   [2015-05-24]. （原始内容存档于2016-03-04）.
5. ↑  陳啟雲：〈中國中古「士族政治」的問題〉，頁325-326。
6. ↑  Johnson, David：〈世家大族的沒落〉，頁291。
7. 1 2 3 4 5  阎步克. . 北京市: 北京大学出版社. 2009年: 119—131. ISBN 9787301132197 （中文（简体））.
8. ↑  胡, 宝国. . 北京: 中华书局. 2020: 240–250. ISBN 9787101142402.
9. ↑  柳立言：〈宋代明州士人家族的形態〉，頁331。
10. ↑  《唐语林·卷四·企羡》：文宗为庄恪太子选妃，朝臣家子女悉令进名，中外为之不安。上知之，谓宰臣曰：“朕欲为太子求汝郑门衣冠子女为新妇，扶出来田舍齁齁地，如闻朝臣皆不愿与朕作亲情，何也？朕是数百年衣冠，无何神尧打朕家事罗诃去。”遂罢其选。
11. ↑  《太平广记·卷一八四·贡举七》：文宗为庄恪选妃，朝臣家子女者悉被进名，士庶为之不安。帝知之，召宰臣曰：“朕欲为太子婚娶，本求汝郑门衣冠子女为新妇，闻在外朝臣，皆不愿共朕作亲情，何也？朕是数百年衣冠，无何神尧打家罗诃去。”因遂罢其选。
12. ↑  《新唐书·卷一百六十五·列传第九十》：覃清正退约，与人未尝串狎。位相国，所居第不加饰，内无妾媵。女孙适崔皋，官裁九品卫佐，帝重其不昏权家。
13. ↑  《新唐书·卷一百七十二·列传第九十七》：开成初，文宗欲以真源、临真二公主降士族，谓宰相曰：“民间脩昏姻，不计官品而上阀阅。我家二百年天子，顾不及崔、卢耶？”
14. ↑   陈寅恪. . 上海市: 上海古籍出版社. 1982: 74–75 （中文（繁體））.
15. ↑  陶晉生：《北宋士族》，頁3-4。
16. ↑  Johnson, David：〈世家大族的沒落〉，頁303-305。
17. ↑  Johnson, David：〈世家大族的沒落〉，頁232、285。
18. ↑  Johnson, David：〈世家大族的沒落〉，頁264-267。

### 相關制度
- 九品官人法
- 占田制
- 土斷
- 科舉
- 進士科

### 相關事件
- 五胡亂華
- 淝水之戰
- 侯景之亂
- 牛李黨爭
- 黃巢之亂

### 著名士族
- 东汉大姓：南阳邓氏、扶风窦氏、汝南袁氏、颍川荀氏、颍川陈氏
- 僑姓：琅邪王氏、陳郡謝氏、陳郡袁氏、兰陵萧氏
- 吳四姓：吳郡朱氏、吳郡張氏、吳郡顧氏、吳郡陸氏
- 会稽四姓：会稽贺氏、会稽魏氏、会稽虞氏、会稽孔氏
- 關中郡姓：京兆韋氏、河东裴氏、河東柳氏、河東薛氏、弘農楊氏、京兆杜氏
- 山東郡姓：清河崔氏、博陵崔氏、范陽盧氏、隴西李氏、趙郡李氏、滎陽鄭氏、太原王氏
- 虜姓：河南元氏、河南長孫氏、河南宇文氏、河南于氏、河南陸氏、河南源氏、河南竇氏

### 其他士族
- 太原郭氏
- 義興周氏
- 吳興沈氏
- 吴兴姚氏
- 汝南袁氏
- 汝南周氏
- 颍川鍾氏
- 泰山羊氏
- 平輿許氏
- 河內司馬氏
- 安定胡氏
- 安定皇甫氏
- 琅邪諸葛氏
- 渤海高氏
- 渤海封氏
- 譙國桓氏
- 上谷寇氏
- 清河房氏
- 清河张氏
- 扶风窦氏
- 中山甄氏
- 武功苏氏
- 钜鹿魏氏
- 敦煌令狐氏
- 河間邢氏